# Idiocerus vicinus
Idiocerus vicinus är en insektsart som beskrevs av Melichar 1898. Idiocerus vicinus ingår i släktet Idiocerus och familjen dvärgstritar. Inga underarter finns listade i Catalogue of Life.